# Reichsgrafschaft Breitenegg
Die Reichsgrafschaft Breitenegg, auch Reichsherrschaft Breitenegg, war ein Territorium des Heiligen Römischen Reiches Deutscher Nation im heutigen bayerischen Regierungsbezirk Oberpfalz. Hauptort der Reichsherrschaft war der Markt Breitenbrunn.

## Geschichte
Der Bau der Burg Breitenegg erfolgte zwischen 1210 und 1230 durch Wernher IV. von Laaber (* 1209; † 1234). Um 1285 verkaufte Wernher V. von Laaber (* 1247; † 1289) die Burg Breitenegg an die Grafen von Hirschberg. Diese verkauften sie 1302 an Hadmar von Laaber. 1465 erbte Conrad Erbmarschall zu Pappenheim die Herrschaft Breitenegg. Am 24. September 1473 verkauften Conrad von Pappenheim und seine Gemahlin Dorothea von Laaber „Schloß Braittenegk mit dem Hofbau, dem Markt Braittenprunn und dem Halsgerich“ an die Brüder Martin II. und Ludwig von Wildenstein.

### Übergang an das Herzogtum Bayern
1534 besaß Rosina, die Tochter Alexanders II. von Wildenstein, die halbe Herrschaft Breitenegg, die später an ihren Gemahl Karl von Welden überging.
Die Töchter Alexanders III. von Wildenstein, Susanne und Agnes, erbten 1583 jeweils ein Viertel der Herrschaft, die sie in ihre Ehen mit Georg von Rindersbach und Johann Rudolf von Haslang einbrachten.
Nachdem Karl von Welden 1592 seine Hälfte der Herrschaft an den Pfalzgrafen Philipp Ludwig von Neuburg verkauft hatte, veräußerten Johann Rudolf von Haslang und Georg von Rindersbach ihre Viertel 1595 an Herzog Wilhelm V. von Bayern. Am 15. September 1611 erwarb Herzog Maximilian I. von Bayern auch den halben Anteil des Pfalzgrafen Philipp Ludwig von Neuburg, so dass die gesamte Herrschaft Praitteneckh wieder in einer Hand vereinigt wurde.

### Haus Tilly
Am 2. Mai 1624 schenkte Kurfürst Maximilian von Bayern seinem Feldherrn Johann t’Serclaes von Tilly die um drei Dörfer erweiterte Herrschaft und verzichtete am 25. April 1631 auf alle landesherrlichen Rechte. Bereits seit 1648 Mitglied des Bayerischen Reichskreises, erhielt der Erbe des 1632 verstorbenen Reichsgrafen Tilly wegen des Besitzes der Reichsherrschaft Breitenegg 1654 auch Sitz und Stimme auf den Reichstagen. Mit dem Tode des Grafen Ferdinand von Tilly († 1724) erlosch der Mannsstamm der Tilly und die Lehengüter wurden von Kurbayern eingezogen. 1733 verlegte die Schwester des letzten Grafen das Pflegamt von der Burg in das neu erbaute Schloss in Breitenbrunn. 1744 starb das Geschlecht derer von Tilly auf Breitenegg aus. Die Allodial-Güter der Reichsherrschaft wurde von den Erben, den Freiherren von Gumppenberg, aber erst 1792 an den bayerischen Kurfürsten Karl Theodor verkauft. Von 1724 bis zum Ende des Alten Reichs (1806) führte der Kurfürst von Bayern bereits die Stimme für Breitenegg auf den Kreistagen, aber (nach Moser) nicht mehr in einem reichsgräflichen Collegium.

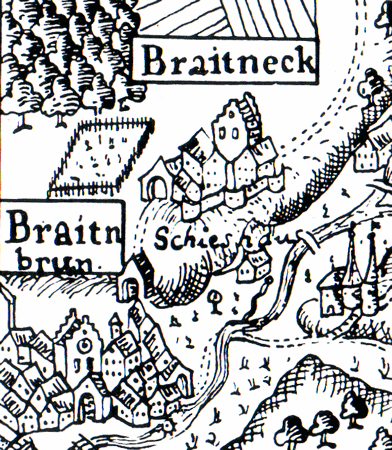
Burg Breitenegg (auf einer Karte um 1600)
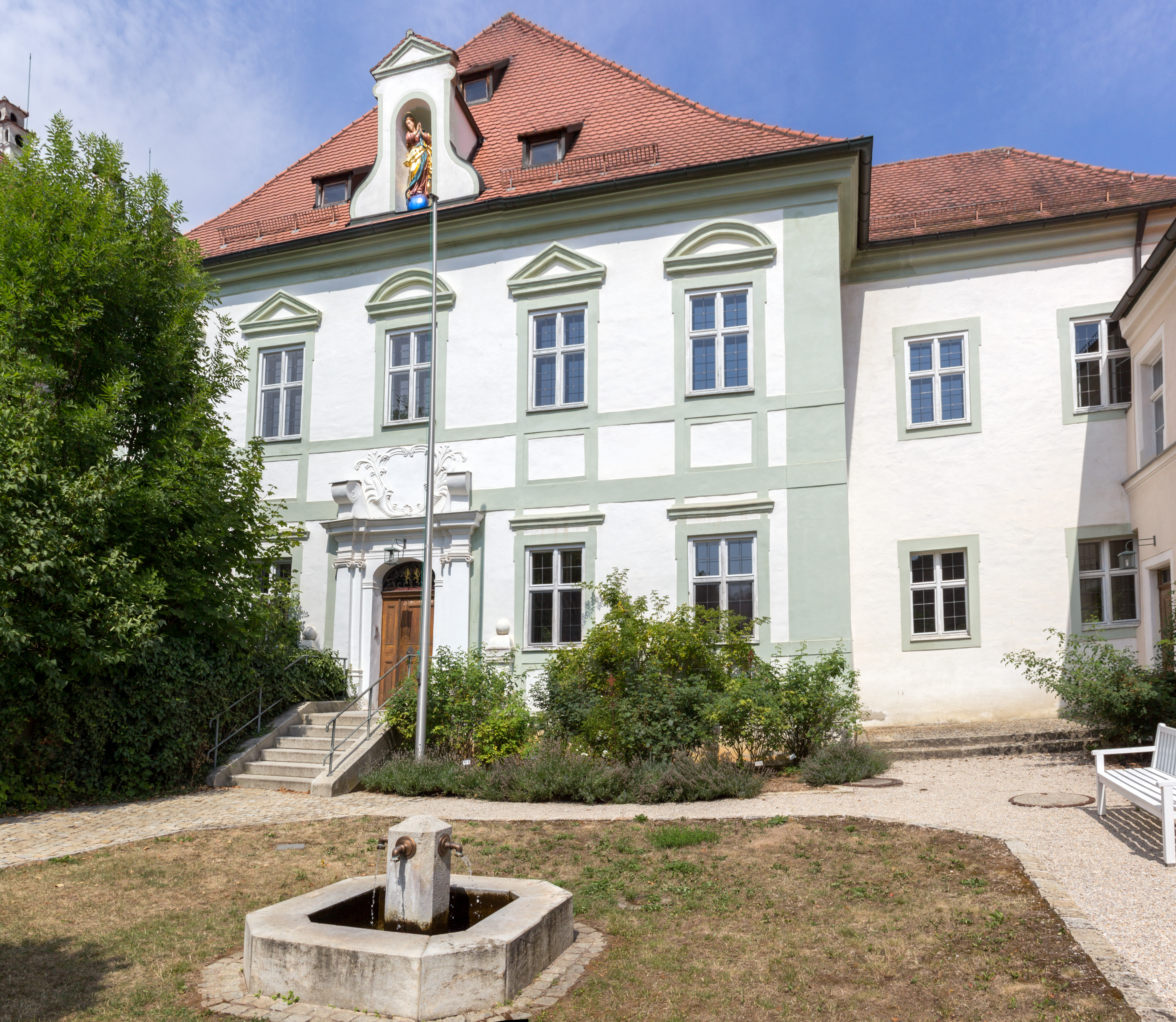
Tilly-Schloss in Breitenbrunn (von 1733, ab 1806 Pflegamt, heute Rathaus)
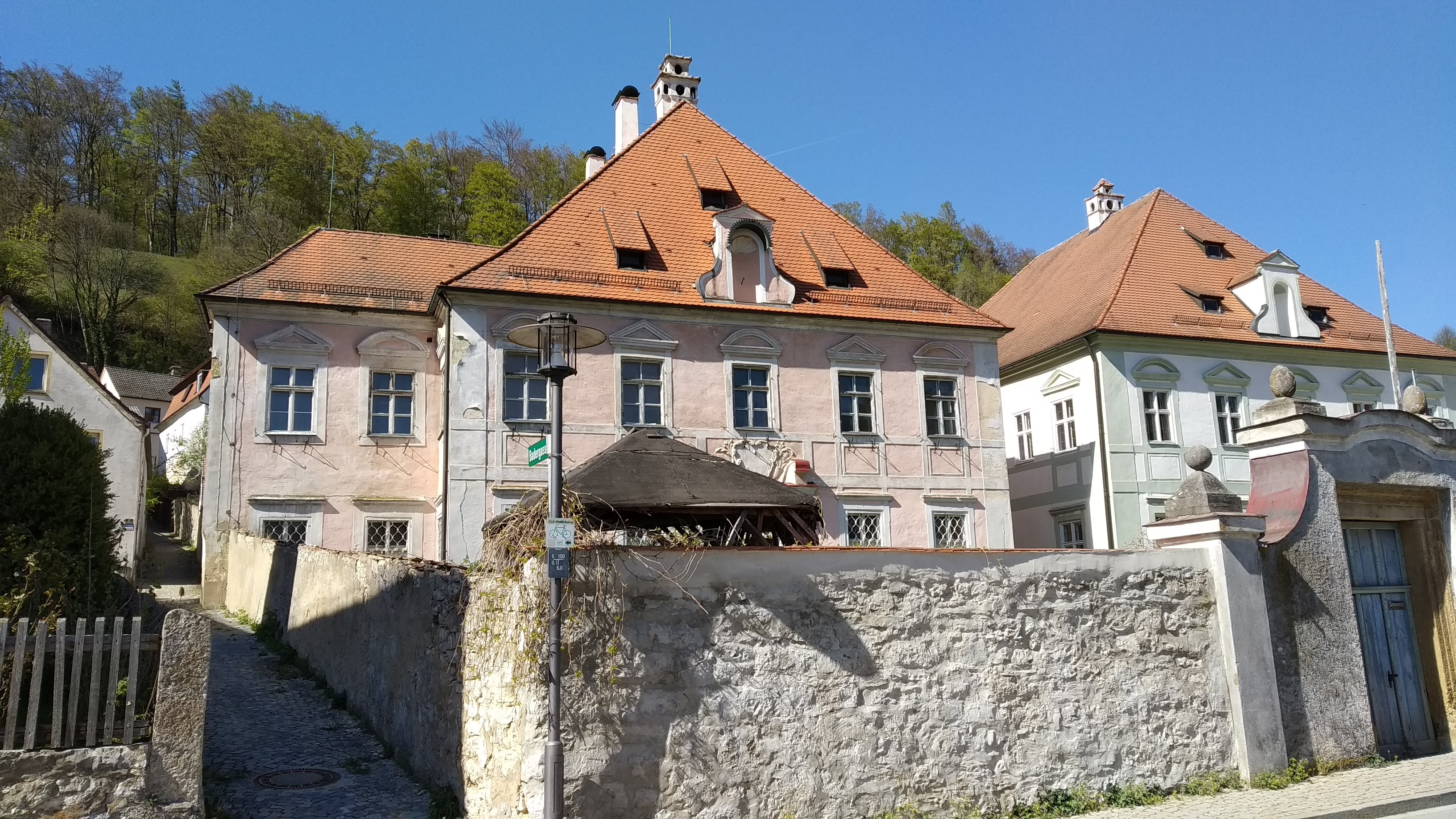
Gumppenberg-Schloss (von 1746) und Tilly-Schloss in Breitenbrunn